# Marco Antônio Antilo
Marco Antônio (em latim: Marcus Antonius; morto a agosto de 30 a.C.) foi um romano do século I a.C., filho mais velho do triúnviro Marco Antônio com sua terceira esposa Fúlvia. Foi chamado pelos autores gregos como Antilo (em grego: Άντυλλος; romaniz.: Ántyllos), o que provavelmente seria uma corruptela do latim Antonilo (Antonillus; "pequeno Antônio"). Em 36 a.C., quando ainda era uma criança, foi desposado por Júlia, a Velha. Segundo John Pollini, o casamento ocorreu um ano antes, como parte do Tratado de Tarento selado entre Marco Antônio e Otaviano, o pai de Júlia.
Após a batalha de Áccio em 31 a.C., Otaviano velejou em direção a Alexandria e conseguiu no ano seguinte outra vitória sobre as tropas de Marco Antônio e Cleópatra. Desesperado, Marco Antônio conferiu a seu filho a toga viril para que pudesse ser capaz de sucedê-lo e enviou-o com propostas de paz, que foram recusadas. Encurralado por seus inimigos, Marco Antônio suicidou-se. Excetuando Antilo, então com cerca de quinze anos, todos os seus filhos foram poupados.